# Charès de Paros
Pour les articles homonymes, voir Charès.
Charès (en grec ancien Χάρης) est un agronome grec d'époque hellénistique.

## Notice biographique
Vraisemblablement contemporain d'Aristote, natif de l’île de Paros, très peu de choses sont connues de cet auteur. Aristote cite son ouvrage au sujet de la mise en cultures des terres nues et celles en plantation, sans plus de précision.

## Sources
- (fr) Pierre Pellegrin (dir.) (trad. du grec ancien), Aristote : Œuvres complètes, Paris, Éditions Flammarion, 2014, 2923 p. (ISBN 978-2-08-127316-0)